# Puits Sainte-Richarde
Le puits Sainte-Richarde est un monument historique situé à Andlau, dans le département français du Bas-Rhin.

## Localisation
Ce bâtiment est situé rue Deharbe à Andlau.

## Historique
L'édifice fait l'objet d'un classement au titre des monuments historiques depuis 1930.